# Apostichopus nigripunctatus
Apostichopus nigripunctatus is een zeekomkommer uit de familie Stichopodidae.
De wetenschappelijke naam van de soort werd in 1908 gepubliceerd door Augustin.